# Václav Šprungl
Václav Šprungl (1. listopadu 1926 v Dobříši – 18. ledna 1993 v Langenbrucku, Švýcarsko) byl český malíř a grafik.

## Život
Václav, syn obchodníka z Dobříše, se rozhodl stát malířem již ve svých deseti letech. V domě spolužačky, jejíž rodiče vlastnili sbírku moderního umění, dostal první umělecké impulsy. Především obrazy pokrokového malíře Josefa Čapka se svou humánní tematikou se líbily vnímavému chlapci. Po dokončení grafické školy studoval na Vysoké škole uměleckoprůmyslové v Praze grafiku a malířství u profesora Karla Svolinského a dějiny umění a estetiku. V roce 1950 školu ukončil s diplomem. Od roku 1950 do roku 1969 pracoval jako svobodný umělec v Praze, kde byl též členem Svazu umělců. Jeho bohatá činnost obsahovala mimo jiné ilustrace dětských knih, návrhy jevištní výpravy a kostýmů pro divadlo a československou televizi, poštovní známky atd. 1969 odešel jako politický uprchlík do Švýcarska. Od té doby žil a pracoval až do své smrti v roce 1993 v Basileji a blízkém okolí (Baselland, Solothurn).

## Dílo

### Obrazy

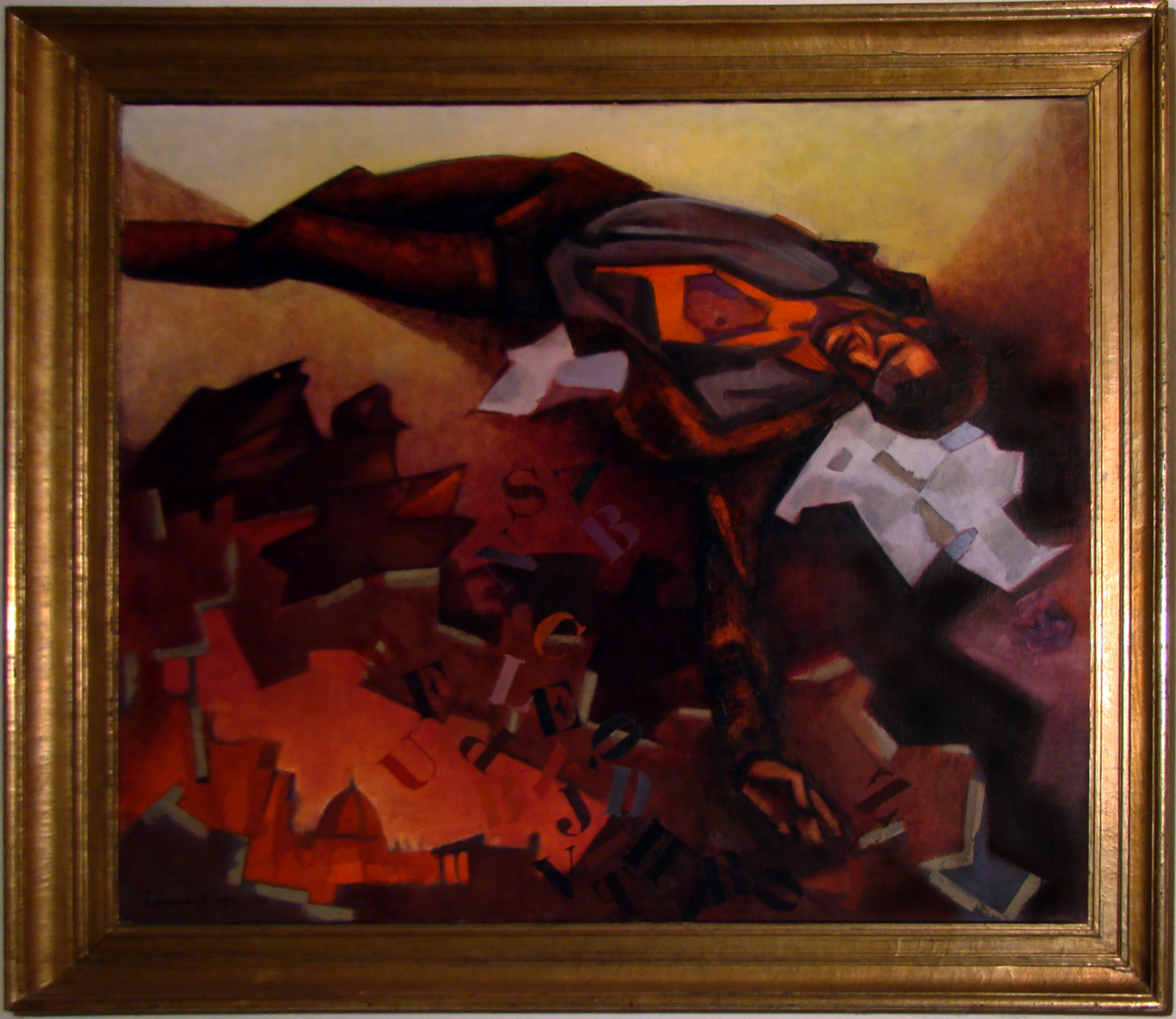
Hommage à Pier Paolo Pasolini (1992)

1954 mladík, olej na plátně, 40 krát 45 cm, soukromá sbírka
- 1982: Hommage à Pier Paolo Pasolini, olej na plátně, 150 x 130 cm, soukromá sbírka

### Dřevořezy
- 1967 : 50 dřevořezů k dětské knize od L. N. Tolstého, soukromá sbírka

### Lucerny pro masopust v Basileji

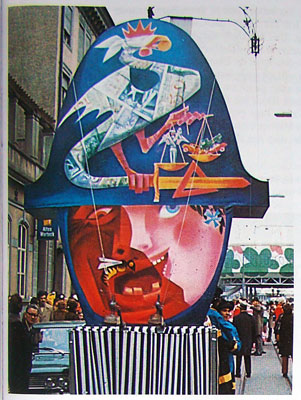
Václav Šprungl: VKB-Lucerny (1973)

V letech 1970-1992 maloval Václav velké lucerny pro 3 masopustní („fasnachtové“) společnosti v Basileji (VKB, Basler Dybli, Rumpel Clique) a ilustrace k jarmarečním písním (Schnitzelbangg) pro Pfäfferschote v Basileji a Altfranke v Liestalu.
- 1973: Uffschloo schtatt abschloo[1], Laterne der VKB, 190x190cm
- 1978: Cheese zie Fäde[1], Laterne der VKB, 190x190cm

### Ilustrace dětských knih
- 1952: Boj o hvězdičku[2]
- 1953: Divukrásná země[3]
- 1955: Cestička do školy[4]
- 1956: Medvídek z oravského lesa[5]
- 1958: Dobrý den, zvířátka[6]
- 1959: Slunečný den[7]
- 1960: Anička a její přátelé[8]
- 1962: Anička z I.A[9]
- 1963: Stromeček jako paraplíčko[10]
- 1964: Tolstoj dětem[11]
- 1965: Bronzová cesta[12]
- 1966: Ani tygři, ani lvi[13]

### Grafika, reklamy, plakáty
- 1965: Obal ke špionážnímu románu Velká Hra[14]
- 1972 s’offiziell Prysdrummlen und Pfyffe 1972, Obal na gram. desku pro „Basler Fasnacht“
- 1972-1976 Obaly a grafická úprava vazby k 7 románům nakladatelství Friedrich Reinhard Verlag Basel
- 1984 Ilustrace na obalech knih pro první edici Maecenas-Buchverlag Hans Räber Basel

### Poštovní známky
- Návrhy ke známkám pod následujícími čísly 650, 652-654, 669, 670, 691, 692, 727-730, 763, 768, 769, 783, 790, 800, 802, 1085

## Výstavy
- září 1971: Olejomalby, kvaš, kresby, Galerie Sommerau, Diepflingen
- listopad 1973: Olejomalby a dřevořezy z jedné desky, Galerie Sommerau, Diepflingen
- listopad 1975: Barevné dřevořezy, Art Grafika Basel, Theaterstr. 20, Basel
- březen 1975: Dřevořezy, 31galerie31, quai des bateliers, Strasbourg
- únor 1976: 6 dřevořezů, bibliotheque municipale de Mulhouse, gravures sur bois de la collection Robert Stehelin, 14.-20. Jhdt.
- květen 1976: Olejomalby, kvaše a dřevořezy, Galerie Sommerau, Diepflingen
- prosinec 1977: Olejomalby, kvaše a dřevořezy, Casa Serodino, Ascona
- listopad 1984: Dřevořezy, Bürgerspital Basel, Leimenstr. 62, Basel
- srpen 1991: Dřevořezy, kresby a olejomalby, Alters- und Pflegeheim Gritt, Niederdorf